# Astoria (Motorradhersteller)
Astoria war ein italienischer Motorradhersteller aus Mailand, aktiv in zwei Phasen (1934–1936 und 1947–1957). Die gleichnamige deutsche Marke Astoria existierte von 1923 bis 1925.

## Ursprünge und erste Phase (1934–1936)
Gegründet 1934 von Ex-Rennfahrer Virginio Fieschi und Arturo Rognoni in Mailand, stellte Astoria anfangs Motorräder mit 250‑ und 500-cm³-A.J.S.-Motoren und einem 4-Gang Getriebe von Burman her. Wegen Importbeschränkungen begann Fieschi 1935, eigene OHV-Motoren zu bauen, die Modelle „Turismo“ und „Sport“ wurden mit diesen Motoren ausgestattet. 1936 wurde die Produktion eingestellt.

## Wiederbelebung und zweite Phase (1947–1957)
1947 wurde die Marke wiederbelebt. Zunächst entstanden Motorräder mit 500-cm³-Einzylindermotoren. 1950 kam ein Leichtmotorrad mit einem 125‑cm³-Zweitaktmotor von Villiers hinzu. Unter der Leitung von Alfredo Bianchi wurden weitere Leichtmotorräder mit neu entwickelten Motoren (125, 150, 160, 175 und 200 cm³ Hubraum) hergestellt. Diese Motoren wurden auch an verschiedene Hersteller verkauft, darunter Aldbert, Baroni, Frisoni, Nettunia und Taurus.

## Rennsport
Virginio Fieschi, ehemaliger Fahrer zahlreicher Marken (u. a. Moto Guzzi, BSA, Douglas), hatte bereits 1925 Rennen in Galliate und Mailand gewonnen. Mit Astoria-Maschinen nahm er ohne größere Erfolge an Regionalrennen teil.

## Ende des Unternehmens
Nach dem Tod von Fieschi im Jahr 1957 endete die Produktion endgültig. Einige Quellen nennen 1958 als Enddatum und berichten von nur noch minimaler Produktion bis dahin.